# Cayo Julio Solino
Gaius Julius Solinus (Cayo Julio Solino) fue un gramático latino y compilador de diferentes obras; se cree que su vida se desarrolló a mediados del siglo IV y no durante la primera mitad del siglo III, como sugirió Theodor Mommsen.

## Biografía
Fue autor de De mirabilibus mundi, que circuló también con título de Collectanea rerum memorabilium («Colección de hechos memorables») o de Polyhistor; pero este último título fue el favorecido por el autor. El trabajo es una descripción de curiosidades en un marco corográfico. Adventus, a quien dedica la obra, se identifica con Oclatinius Adventus, cónsul 258. Contiene una breve descripción del mundo antiguo, con detalles que responden a cuestiones históricas, sociales, religiosas y naturales. La mayor parte está tomada de la Naturalis Historia de Plinio el Viejo y de la geografía de Pomponio Mela.
De acuerdo con Mommsen, Solino también acudió a una crónica (posiblemente de Cornelius Bocchus) y a una Chorographia pliniana, además de añadiduras a esta obra hechas por Adriano. Schanz, sin embargo, sugiere el Roma y Pratsem de Suetonio. 
Se realizó una gran revisión de su texto original, probablemente por él mismo. Esta nueva versión contiene una carta que Solino escribió como introducción a su trabajo titulado Polyhistor (multi-descriptivo). Ambas versiones del trabajo circularon a lo ancho y largo y, finalmente, Polyhistor fue tomado por el nombre del autor. Fue popular en la Edad Media (hexameter abridgments being current under the names of Theodericus and Petrus Diaconus).
El comentario de Salmasius en sus Plinianae exercitationes (1689) es indispensable; la mejor edición es de Mommsen (1895), con una valiosa introducción al manuscrito, las referencias usadas por Solino, y consiguientes compiladores. Véase también Wilhelm Siegmund Teuffel History of Roman Literature (Traducción inglesa de 1900), 389; y Schanz, Gesichte der römischen Litteratur (1904), iv. I. Hay una vieja traducción inglesa por Arthur Golding (1587).